# Sturnira mistratensis
Sturnira mistratensis (Vega & Cadena, 2000) è un pipistrello della famiglia dei Fillostomidi endemico della Colombia.

## Descrizione

### Dimensioni
Pipistrello di piccole dimensioni, con la lunghezza della testa e del corpo di 68 mm, la lunghezza dell'avambraccio di 42,7 mm, la lunghezza delle orecchie di 17 mm e un peso fino a 24 g.

### Aspetto
La pelliccia è con i singoli peli tricolori. Le parti dorsali sono marroni cure, con la parte mediana dei peli bianca, più grigiastre sulla nuca e le spalle, mentre le parti ventrali sono più chiare. Sono presenti dei ciuffi di lunghi peli brillanti intorno a delle ghiandole situate su ogni spalla. Il muso è corto e largo. La foglia nasale è ben sviluppata e lanceolata, con la porzione anteriore saldata al labbro superiore. Le orecchie sono corte, triangolari, con l'estremità arrotondata ed ampiamente separate. Il trago è corto ed affusolato. Le ali sono attaccate posteriormente sulle caviglie. È privo di coda, mentre l'uropatagio è ridotto ad una frangia di peli lungo la parte interna degli arti inferiori. Il calcar è rudimentale.

## Biologia

### Alimentazione
Si nutre di frutta.

## Distribuzione e habitat
Questa specie è conosciuta soltanto nella località di Mistrato, nel versante andino occidentale della Colombia.
Vive nelle foreste primarie a circa 980 metri di altitudine.

## Conservazione
La IUCN Red List, considerato che si tratta di una specie descritta solo recentemente, conosciuta soltanto attraverso l'olotipo e ci sono ancora poche informazioni circa l'areale, lo stato della popolazione, le minacce e i requisiti ecologici, classifica S.mistratensis come specie con dati insufficienti (DD).